# Василий (Атесис)
Митрополи́т Васи́лий (англ. Μητροπολίτης Βασίλειος, в миру Константи́нос Ате́сис, англ. Κωνσταντίνος Ατέσης; 1901, Скирос, Эвбея — 9 ноября 1983, Афины) — епископ Элладской православной церкви, митрополит Лемносский (1949—1950).

## Биография
Родился в 1901 году на острове Скиросе в семье благочестивых родителей Георгия и Анны (отец скончался в 1904 году в возрасте 33 лет). Дед Николаос был певчим в церкви Живоносного источника в Лимонитриас на Скиросе.
После окончания начальной школы был поражён болезнью, из-за которой его мать была вынуждена продать собственность, чтобы отвезти сына на лечение в Афины. После возвращения на Скирос, их дом посетила группа афонских монахов из Великой Лавры, принеся для поклонения христианские святыни. После этого в 1923 году молодой человек вступил в братство лавры, где через девять месяцев был пострижен в монашество с именем Василий, а 5 июля 1925 года бывшим митрополитом Мосхонисийским Фотием (Маринакисом) был хиротонисан во иеродиакона.
В июле 1927 года был направлен в Афины, чтобы поддержать своё шаткое здоровье, позаботиться о матери-вдове и завершить учёбу. Поселившаяся в Пирее мать, благословила сына на служение Богу. Он завершил обучение в гимназии, а в 1935 году окончил богословский институт Афинского университета. В 1936 году состоялось его рукоположение во иеромонаха.
20 октября 1945 года был хиротонисан в титулярного епископа Талантийского, викария Афинской архиепископии.
6 сентября 1949 года был избран митрополитом Лемносским. 25 сентября 1950 года был уволен на покой по состоянию здоровья.
Скончался 9 ноября 1983 года в Афинах.